# Łaziec (województwo śląskie)
Łaziec – wieś w Polsce położona w województwie śląskim, w powiecie częstochowskim, w gminie Konopiska.

## Historia
Łaziec leży w Częstochowskim Obszarze Rudonośnym. W 1620 roku Marszałek wielki koronny, starosta olsztyński i krzepicki Mikołaj Wolski, od wdowy po ostatnim kuźniku z rodu Konopków, wykupił istniejącą tu kuźnicę. Wystawił tu piec do odlewania dział. Po jego śmierci kuźnica popadła w ruinę z powodu braku spadkobiercy.
Na początku XIX wieku w Łaźcu funkcjonowała kopalnia rud żelaza, będąca jedną z trzynastu kopalni rejonu blachowieńskiego. W latach 1933–1937 na południowym krańcu wsi działała kopalnia podziemna „Halina” należąca do firmy „Modrzejów-Hantke” Zakłady Górniczo-Hutnicze S.A. w Konopiskach. W latach 1934–1945 działała podziemna kopalnia rud żelaza „Maria” należąca do przedsiębiorstwa „Wspólnota Interesów” Zakłady Górniczo-Hutnicze S.A. w Częstochowie.
Między Łaźcem a Nieradą znajdował się poligon wojskowy (Garnizonowy Wojskowy Plac Ćwiczen) 6 Pułku Zmechanizowanego – około 200 ha gruntów, w tym około 80 na terenie gminy Konopiska i ok. 120 ha na terenie gminy Poczesna. Teren jest zdegradowany.
W latach 1975–1998 miejscowość administracyjnie należała do województwa częstochowskiego.